# Cedega
Cedega (precedentemente noto come WineX) è un programma progettato specificamente per l'esecuzione di giochi e altri programmi creati per Microsoft Windows sotto Linux. In quanto tale, il suo scopo primario è l'attuazione delle DirectX API. È un'estensione del software libero Wine e la sua licenza è proprietaria.
L'ultima versione è la 7.3.0 che è stata provata con 51 videogame dalla società sviluppatrice Transgaming.
WineX è stata rinominata Cedega sul rilascio della versione 4.0 il 22 giugno 2004.